# Aeropuerto de Groningen Eelde
El Aeropuerto de Groningen Eelde (IATA: GRQ, OACI: EHGG) es un aeropuerto civil cerca de Eelde, un pueblo en la provincia de Drenthe de Países Bajos y está a 8 km al sur de Groningen.
Si bien hay un único vuelo regular de pasajeros a Groningen, el aeropuerto es principalmente utilizado por vuelos chárter a destinos veraniegos en Grecia, Portugal, España y Turquía. En 2012, el aeropuerto atendió a 208.660 pasajeros. El aeropuerto es también base de la Academia de Vuelo de KLM.

## Pistas
El aeropuerto cuenta con dos pistas de asfalto pavimentadas. La pista de aterrizaje 05/23 tiene unas medidas de 2.500 m × 45 m (8.202 pies x 148 pies), que recientemente se ha ampliado de 1.800 metros a 2.500 metros. La pista 01/19 es más corta, mide 1.500 m × 45 m (4.921 pies × 148 pies).

## Aerolíneas y destinos

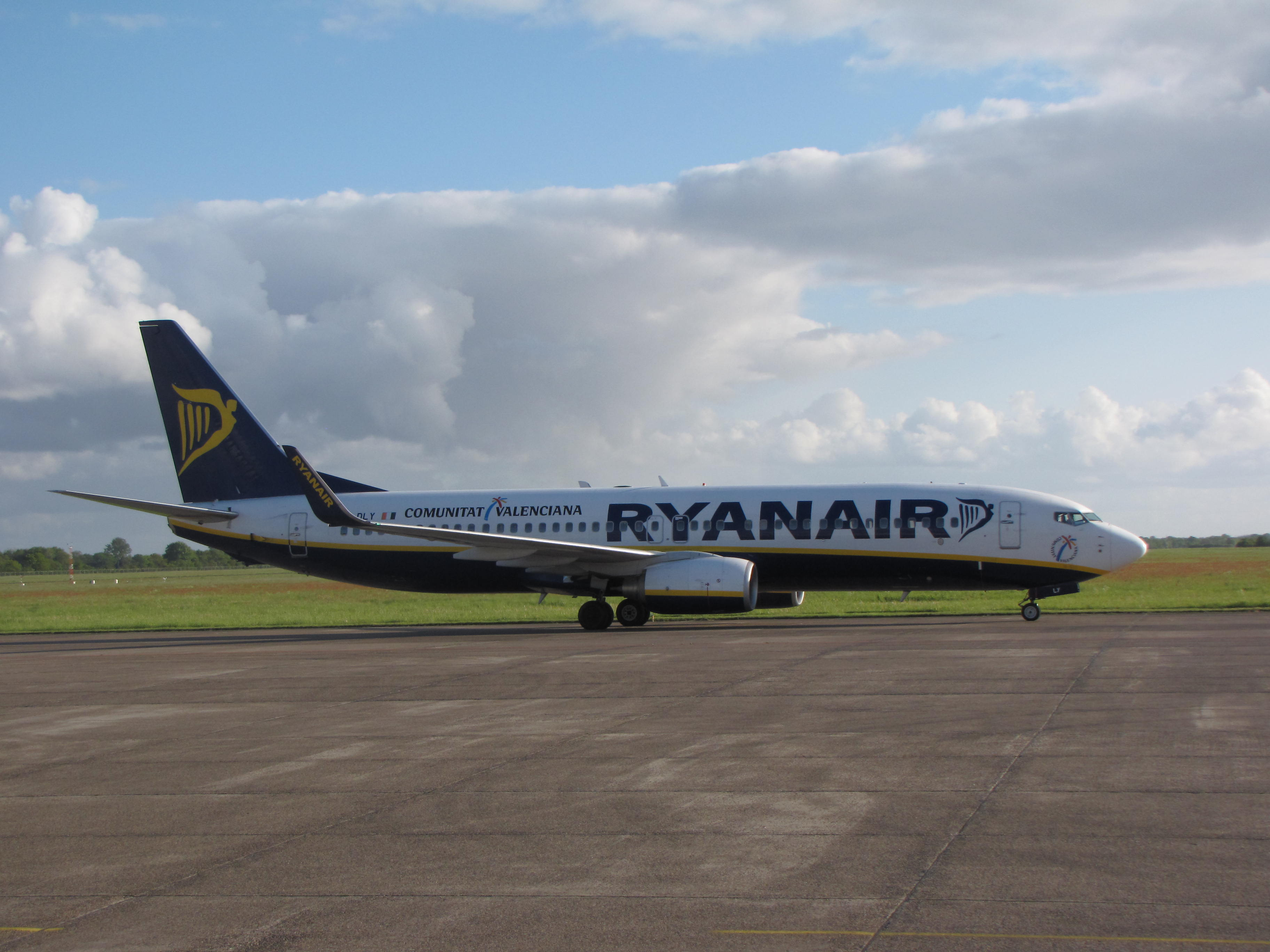
Boeing 737-800 de Ryanair en el aeropuerto.

| Aerolíneas             | Destinos |
| ---------------------- | --- |
| Aegean Airlines        | Estacional: Corfú |
| Corendon airlines      | Estacional: Antalya, Bodrum                                                                                              |
| Transavia              | Gran Canaria, Lanzarote, Tenerife-Sur Estacional: Antalya, Faro, Heraklion, Hurghada, Kos, Marsa Alam, Palma de Mallorca |
| TUI Airlines Nederland | Estacional: Antalya |
| Wizzair                | Gdansk |

## Estadísticas
Ver fuente y consulta Wikidata.
| Año  | Operaciones (diferencia) | Pasajeros (diferencia) |
| ---- | ------------------------ | ---------------------- |
| 2000 | 69,052                   | 112,367                |
| 2001 | 59,501 (-13.8%)          | 132,155 (+17.6%)       |
| 2002 | 67,771 (+13.9%)          | 148,291 (+12.2%)       |
| 2003 | 54,942 (-18.9%)          | 177,851 (+19.9%)       |
| 2004 | 45,205 (-17.7%)          | 155,534 (-12.5%)       |
| 2005 | 47,265 (+4.6%)           | 162,875 (+4.7%)        |
| 2006 | 54,844 (+16.0%)          | 166,240 (+2.1%)        |
| 2007 | 59,406 (+8.3%)           | 172,458 (+3.7%)        |
| 2008 | 61,338 (+3.3%)           | 190,034 (+10.2%)       |
| 2009 | 65,545 (+6.9%)           | 167,107 (-12.1%)       |
| 2010 | 64,066 (-2.3%)           | 153,637 (-8.1%)        |
| 2011 | 52,774 (-17.6%)          | 148,850 (-3.3%)        |
| 2012 | 46,400 (-12%)            | 208,660 (+40%)         |

## Accesos

### Coche
El aeropuerto es accesible en coche por la salida 37 de la autopista A28. Hay muchas empresas de alquiler de coches como Hertz dentro de la terminal.

### Bicicleta
Existe una infraestructura separada para bicicletas desde la ciudad de Groninga hasta el aeropuerto utilizando el Groningerweg / Hoofdweg o los carriles bici paralelos a la autopista A28/E232.

### Transporte público
| Línea        | Compañía      | Destino | Notas                    |
| ------------ | ------------- | --- | ------------------------ |
| 2            | Qbuzz         | Estación de tren Groninga-norte - Estación de tren de Groninga - Paterswolde - Eelde - Groningen Airport Eelde - Estación de bus De Punt | Regular                  |
| Airportliner | Drenthe Tours | Groninga centro - Groninga estación de tren - Groningen Airport Eelde                                                                    | Programados según vuelos |

Las estaciones de tren importantes más cercanas están en Assen y Groninga. Hay taxis disponibles en el aeropuerto también.